# Puntate di A Very English Scandal
Le puntate della miniserie televisiva A Very English Scandal sono state trasmesse nel Regno Unito su BBC One dal 20 maggio al 3 giugno 2018.
In Italia la miniserie è andata in onda su Fox Crime dal 23 novembre al 7 dicembre 2018.
| nº | Titolo originale | Titolo italiano      | Prima TV UK    | Pubblicazione Italia |
| -- | ---------------- | -------------------- | -------------- | -------------------- |
| 1  | Episode 1        | Gioco di maschere    | 20 maggio 2018 | 23 novembre 2018     |
| 2  | Episode 2        | Un tentato... inizio | 27 maggio 2018 | 30 novembre 2018     |
| 3  | Episode 3        | Il giudizio          | 3 giugno 2018  | 7 dicembre 2018      |

## Gioco di maschere
- Titolo originale: Episode 1
- Diretta da: Stephen Frears
- Scritta da: Russell T Davies

### Trama
Nel 1965 Jeremy Thorpe, un parlamentare liberale di successo e in linea con la leadership del partito, racconta al suo amico Peter Bessell come, quattro anni prima, presso un amico, incontrò un bel giovanotto che lavorava come stalliere: Norman Josiffe. Dopo che si era licenziato Jeremy prese il giovane sotto la sua ala e ne seguì una relazione sessuale. Tuttavia Norman si sentiva usato e adesso minaccia di esporre Jeremy, così Peter viene mandato a pacificarlo. Mentre i progressisti tentano di legalizzare l'omosessualità in parlamento, Jeremy vuole essere eletto leader del suo partito, e per farlo progetta una cortina di fumo, sposando Caroline con cui ben presto ha un figlio, ma Norman, che ha cambiato il suo cognome in Scott, per lavorare come modello, rappresenta ancora una minaccia. Di conseguenza Jeremy considera un'azione drastica per zittirlo.

## Un tentato... inizio
- Titolo originale: Episode 2
- Diretta da: Stephen Frears
- Scritta da: Russell T Davies

### Trama
Nel 1969 Norman si sposa, un matrimonio disastroso e di breve durata, mentre la moglie di Jeremy, Caroline muore in un incidente automobilistico, in più Norman racconta la sua storia al rivale politico dell'ex-amante Emlyn Hooson, e minaccia di usare questa informazione se Thorpe non si dimetterà, ma Jeremy mantiene un atteggiamento distaccato e riprende il suo piano per uccidere Norman. Cinque anni dopo Jeremy, ora sposato con Marion è un passo più vicino a diventare primo ministro, cura gli stessi pensieri omicidi ma un assassino incapace assicura la sopravvivenza di Norman.

## Il giudizio
- Titolo originale: Episode 3
- Diretto da: Stephen Frears
- Scritto da: Russell T Davies

### Trama
Mentre l'aspirante assassino Andrew Newton viene catturato, sostenendo che è stato assunto da persone sconosciute, Norman persiste nelle sue accuse secondo cui Jeremy lo ha impiegato e ha pubblicato le loro lettere d'amore, forzando le dimissioni di Jeremy. Jeremy perde anche il suo seggio alle elezioni generali ed è accusato di cospirazione per omicidio. Viene difeso dal non convenzionale George Carman, che rifiuta di fargli testimoniare e attacca ferocemente il testimone dell'accusa Peter Bessell e Norman stesso.